# Dead Can Dance
Dead Can Dance é um duo musical australiano de Melbourne,  Victoria, composto por Lisa Gerrard e Brendan Perry. A banda foi formada em 1981 e mudou-se para Londres no ano seguinte.
O historiador musical australiano Ian McFarlane descreveu o estilo de Dead Can Dance como "paisagens sonoras construídas de grandeza hipnotizante e beleza solene; African polirritmias, folk gaélico, Canto gregoriano, música do Oriente Médio, mantras e art rock. Tendo se separado em 1998, eles se reuniram brevemente em 2005 para uma turnê mundial e se reformaram em 2011, quando lançaram e fizeram turnê com um novo álbum,   Anastasis . Eles lançaram um novo álbum em 2018 chamado   Dionysus  e estão em turnê novamente em meados de 2019. Inicialmente, a banda contava com outros músicos, como Scott Rodger, Peter Ulrich e James Pinker, mas, pouco tempo depois do início, o casal Gerrard e Perry muda-se para Londres e desfaz a formação original. Nos anos 90, outros membros alternaram-se bastante, e a banda por fim começou a centrar-se somente nos vocalistas, transformando-se num duo formado apenas por Brendan e Lisa. Além dos vocalistas, que se mantiveram, o Dead Can Dance teve como membros Lance Hogan, John Bonnar, Ronan O'Snodaigh e Rober Perry (irmão de Brendan), entre outros.

## História
Em Londres, o grupo assina contrato com a 4AD, uma gravadora dedicada à música alternativa. O Dead Can Dance viria a ser um dos nomes mais importantes da gravadora.
O gênero musical da banda caracteriza-se por um conjunto de estilos, destacando-se o chamado dark wave com uma fusão de world music, música medieval e da Renascença europeia.
Em 1984, lançam o primeiro álbum, Dead Can Dance, e, no mesmo ano, trabalham conjuntamente com o This Mortal Coil, no album It'll End In Tears. No ano seguinte, lançam o segundo álbum, Spleen and Ideal, que atinge o segundo lugar da parada independente do Reino Unido.
O quarto álbum, The Serpent's Egg, é editado em 1988. Naquele ano, compõem também a trilha sonora do filme El Nino de la Luna, de Agustin Villarongas, no qual Lisa faz sua estreia como atriz.
Em 1990, lançam Aion e fazem a sua primeira turnê nos EUA. O álbum de 1993, Into the Labyrinth, é o primeiro álbum da banda a ser editado nos EUA, tornando-se um sucesso também na Europa. Na sequência, o grupo realiza nova turnê pelos EUA e Europa, registrada em Toward the Within, de 1994. Paralelamente, Lisa Gerrard grava o seu primeiro álbum-solo em 1995, The Mirror Pool.
Quando o casal decide se separar, Lisa Gerrard retorna à Austrália e Brendan Perry muda-se para a Irlanda. Apesar da distância e da separação, continuam a trabalhar em conjunto até a dissolução da banda em 1998, ocorrida por motivos nunca revelados. Tanto Lisa como Brendan continuaram a produzir música independentemente, tendo já editado vários álbuns-solo e inúmeras participações em trilhas sonoras de diversos filmes.
O grupo voltou a se reunir temporariamente em 2005 para uma turnê pela Europa e América do Norte como forma de tributo aos fãs. Em maio de 2011, Brendan Perry anuncia que se reuniu com Lisa Gerrard e que o Dead Can Dance lançará um novo álbum de estúdio em 2012, com uma turnê pela Europa, América do Norte e América Latina no final do ano. 

## Discografia

### Álbuns
- Dead Can Dance, (1984)
- Spleen and Ideal, (1985)
- Within the Realm of a Dying Sun (1987)
- The Serpent's Egg, (1988)
- Aion, (1990)
- Into the Labyrinth, (1993)
- Toward the Within, (1994)
- Spiritchaser, (1996)
- Anastasis, (2012)
- Dionysus, (2018)

### EPs
- Garden of the Arcane Delights (1984)

### Compilações
- A Passage in Time, (1991)
- Dead Can Dance (1981-1998), (2001)  (box set com 3 CDs e um DVD)
- Wake The Best of Dead Can Dance, (2003)  (duplo CD)
- Memento The Very Best of Dead Can Dance (2005)

### Contribuições
- It'll End in Tears, (This Mortal Coil, 1984)
- Lonely Is an Eyesore, (compilação da 4AD, 1987)
- Baraka, (Banda sonora, 1992)
- Sahara Blue, (Hector Zazou, 1992)

### Filmes
- Toward the Within, (1994)